# مارك لودفيغ
مارك لودفيغ (بالإنجليزية: Mark Ludwig) هو فيزيائي وعالم حاسوب أمريكي، ولد في 1958، وتوفي في 2011.